# مرة أخرى (مسلسل كوري جنوبي)
مرة أخرى (بالكورية: 한번 다녀왔습니다)؛ هو مسلسل تلفزيوني كوري جنوبي، تم عرضه على قناة كي بي إس 2 في الفترة بين 28 مارس حتى 13 سبتمبر 2020.

## ملخص
تدور احاداث المسلسل حول عائلة سونغ، الذين لم يحظوا يومًا هادئا على الإطلاق، كما يصور الحب والحياة العائلية.

## الاستقبال
حقق المسلسل نجاحاً كبيراً في كوريا الجنوبية، بمتوسط تقييم 37.0% ، كما تلقى العديد من الجوائز وحقق مشاهدات كبيرة خارج كوريا.

## روابط خارجية
مرة أخرى على موقع IMDb (الإنجليزية)
- مرة أخرى على موقع نتفليكس (الإنجليزية)
- مرة أخرى على موقع قاعدة بيانات الفيلم (الإنجليزية)